# Turks voetbalelftal onder 21 (mannen)
Het Turks voetbalelftal onder 21, of kortweg Jong Turkije, is een voetbalelftal voor spelers onder de 21 jaar. Spelers die ouder zijn mogen echter wel meedoen als zij maximaal 21 jaar zijn op het moment dat de kwalificatie voor een toernooi begint. Zo kunnen er dus spelers van 23 jaar aan een toernooi meedoen.
Het elftal probeert zich te plaatsen voor het tweejaarlijkse EK onder 21. In dit toernooi kan het elftal in de toernooien die in jaren die deelbaar zijn door vier, zich plaatsen voor de Olympische Spelen van datzelfde jaar.

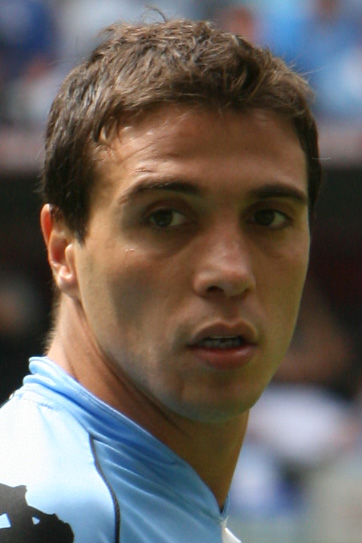
Berkant Göktan speelde de meeste interlands (29) en maakte ook de meeste doelpunten (10)

## EK onder 21 historie
| Jaar   | Ronde                          | GS                             | W                              | G                              | V                              | DV                             | DT                             |
| ------ | ------------------------------ | ------------------------------ | ------------------------------ | ------------------------------ | ------------------------------ | ------------------------------ | ------------------------------ |
| 1978   | Niet gekwalificeerd            | Niet gekwalificeerd            | Niet gekwalificeerd            | Niet gekwalificeerd            | Niet gekwalificeerd            | Niet gekwalificeerd            | Niet gekwalificeerd            |
| 1980   | Niet gekwalificeerd            | Niet gekwalificeerd            | Niet gekwalificeerd            | Niet gekwalificeerd            | Niet gekwalificeerd            | Niet gekwalificeerd            | Niet gekwalificeerd            |
| 1982   | Niet gekwalificeerd            | Niet gekwalificeerd            | Niet gekwalificeerd            | Niet gekwalificeerd            | Niet gekwalificeerd            | Niet gekwalificeerd            | Niet gekwalificeerd            |
| 1984   | Niet gekwalificeerd            | Niet gekwalificeerd            | Niet gekwalificeerd            | Niet gekwalificeerd            | Niet gekwalificeerd            | Niet gekwalificeerd            | Niet gekwalificeerd            |
| 1986   | Niet gekwalificeerd            | Niet gekwalificeerd            | Niet gekwalificeerd            | Niet gekwalificeerd            | Niet gekwalificeerd            | Niet gekwalificeerd            | Niet gekwalificeerd            |
| 1988   | Niet gekwalificeerd            | Niet gekwalificeerd            | Niet gekwalificeerd            | Niet gekwalificeerd            | Niet gekwalificeerd            | Niet gekwalificeerd            | Niet gekwalificeerd            |
| 1990   | Niet gekwalificeerd            | Niet gekwalificeerd            | Niet gekwalificeerd            | Niet gekwalificeerd            | Niet gekwalificeerd            | Niet gekwalificeerd            | Niet gekwalificeerd            |
| 1992   | Niet gekwalificeerd            | Niet gekwalificeerd            | Niet gekwalificeerd            | Niet gekwalificeerd            | Niet gekwalificeerd            | Niet gekwalificeerd            | Niet gekwalificeerd            |
| 1994   | Niet gekwalificeerd            | Niet gekwalificeerd            | Niet gekwalificeerd            | Niet gekwalificeerd            | Niet gekwalificeerd            | Niet gekwalificeerd            | Niet gekwalificeerd            |
| 1996   | Niet gekwalificeerd            | Niet gekwalificeerd            | Niet gekwalificeerd            | Niet gekwalificeerd            | Niet gekwalificeerd            | Niet gekwalificeerd            | Niet gekwalificeerd            |
| 1998   | Niet gekwalificeerd            | Niet gekwalificeerd            | Niet gekwalificeerd            | Niet gekwalificeerd            | Niet gekwalificeerd            | Niet gekwalificeerd            | Niet gekwalificeerd            |
| 2000   | Groepsfase                     | 3                              | 0                              | 0                              | 3                              | 2                              | 11                             |
| 2002   | Niet gekwalificeerd, Play-offs | Niet gekwalificeerd, Play-offs | Niet gekwalificeerd, Play-offs | Niet gekwalificeerd, Play-offs | Niet gekwalificeerd, Play-offs | Niet gekwalificeerd, Play-offs | Niet gekwalificeerd, Play-offs |
| 2004   | Niet gekwalificeerd, Play-offs | Niet gekwalificeerd, Play-offs | Niet gekwalificeerd, Play-offs | Niet gekwalificeerd, Play-offs | Niet gekwalificeerd, Play-offs | Niet gekwalificeerd, Play-offs | Niet gekwalificeerd, Play-offs |
| 2006   | Niet gekwalificeerd            | Niet gekwalificeerd            | Niet gekwalificeerd            | Niet gekwalificeerd            | Niet gekwalificeerd            | Niet gekwalificeerd            | Niet gekwalificeerd            |
| 2007   | Niet gekwalificeerd            | Niet gekwalificeerd            | Niet gekwalificeerd            | Niet gekwalificeerd            | Niet gekwalificeerd            | Niet gekwalificeerd            | Niet gekwalificeerd            |
| 2009   | Niet gekwalificeerd, Play-offs | Niet gekwalificeerd, Play-offs | Niet gekwalificeerd, Play-offs | Niet gekwalificeerd, Play-offs | Niet gekwalificeerd, Play-offs | Niet gekwalificeerd, Play-offs | Niet gekwalificeerd, Play-offs |
| 2011   | Niet gekwalificeerd            | Niet gekwalificeerd            | Niet gekwalificeerd            | Niet gekwalificeerd            | Niet gekwalificeerd            | Niet gekwalificeerd            | Niet gekwalificeerd            |
| 2013   | Niet gekwalificeerd            | Niet gekwalificeerd            | Niet gekwalificeerd            | Niet gekwalificeerd            | Niet gekwalificeerd            | Niet gekwalificeerd            | Niet gekwalificeerd            |
| 2015   | Niet gekwalificeerd            | Niet gekwalificeerd            | Niet gekwalificeerd            | Niet gekwalificeerd            | Niet gekwalificeerd            | Niet gekwalificeerd            | Niet gekwalificeerd            |
| 2017   | Niet gekwalificeerd            | Niet gekwalificeerd            | Niet gekwalificeerd            | Niet gekwalificeerd            | Niet gekwalificeerd            | Niet gekwalificeerd            | Niet gekwalificeerd            |
| 2019   | Niet gekwalificeerd            | Niet gekwalificeerd            | Niet gekwalificeerd            | Niet gekwalificeerd            | Niet gekwalificeerd            | Niet gekwalificeerd            | Niet gekwalificeerd            |
| 2021   | Niet gekwalificeerd            | Niet gekwalificeerd            | Niet gekwalificeerd            | Niet gekwalificeerd            | Niet gekwalificeerd            | Niet gekwalificeerd            | Niet gekwalificeerd            |
| 2023   | Niet gekwalificeerd            | Niet gekwalificeerd            | Niet gekwalificeerd            | Niet gekwalificeerd            | Niet gekwalificeerd            | Niet gekwalificeerd            | Niet gekwalificeerd            |
| 2025   | Nog te spelen                  | Nog te spelen                  | Nog te spelen                  | Nog te spelen                  | Nog te spelen                  | Nog te spelen                  | Nog te spelen                  |
| Totaal | 1/21                           | 3                              | 0                              | 0                              | 3                              | 2                              | 11                             |